# Antimachos von Teos
Antimachos von Teos war ein epischer Dichter im antiken Griechenland.
Seine Werke sind nur aus zwei oder drei Zitaten späterer Schriftsteller bekannt. Laut Plutarch (Romulus 12, 2) habe Antimachos eine Sonnenfinsternis erwähnt, die sich im 3. Jahr der 6. Olympiade (754 v. Chr.) ereignete. Damit wäre er etwa ein Zeitgenosse Homers und würde zu den frühesten epischen Dichtern gehören.